# Desastre del riu Besòs
El desastre del riu Besòs va ser el desastre ecològic produït al riu Besòs com a conseqüència del vessament de dissolvent al riu durant un incendi a Montornès del Vallès (Vallès Oriental), i que va tenir lloc l'11 de desembre de 2019. L'incident va suposar un greu impacte en la biodiversitat, ja que es va produir en un moment de millora de la qualitat de les aigües i dels ecosistemes fluvials al riu, truncant-ne les millores ambientals i tirant per terra molts anys de treball per recuperar-lo.

## Incendi i vessament
L'incendi es va iniciar a Derpin, una planta de reciclatge de dissolvents i residus industrials propietat de l'empresa Ditecsa Soluciones Ambientales a Montornès del Vallès a primera hora del matí d'aquell dia, en calar-se foc a un bidó de dissolvent i escampar-se el foc a la resta de productes emmagatzemats en la planta, 150 tones de matèries perilloses.
28 dotacions de bombers van treballar-hi durant més de 10 hores fins que van donar-lo per controlat. Aquests en desconeixien l'abast, que havia cremat vuit dipòsits de 22.000 litres de dissolvent i dos més de 35.000 litres. Tot i que l'incendi va afectar tota la nau i l'estació depuradora d'aigües residuals de Montornès, no es va haver d'evacuar cap persona de dins d'aquesta i tampoc no va causar ferits. Malgrat això, es van evacuar les empreses del polígon industrial Can Buscarons de Baix i les persones que eren en un radi inferior als 500 metres del foc, mesura que va afectar més de 200 persones.
El foc, molt intens, va causar una columna de fum ben visible des de Collserola, que no va arribar fins a Barcelona ja que bufava vent de mestral que la va empényer cap al Maresme.
A la tarda es va desactivar l'alerta del Plaseqcat (el Pla d'emergència exterior del sector químic de Catalunya), que Protecció Civil havia activat al matí, així com també la recomanació de confinament per als col·lectius vulnerables de les poblacions properes: Montmeló, Vilanova del Vallès i Martorelles, a banda de Montornès.

## Conseqüències ecològiques

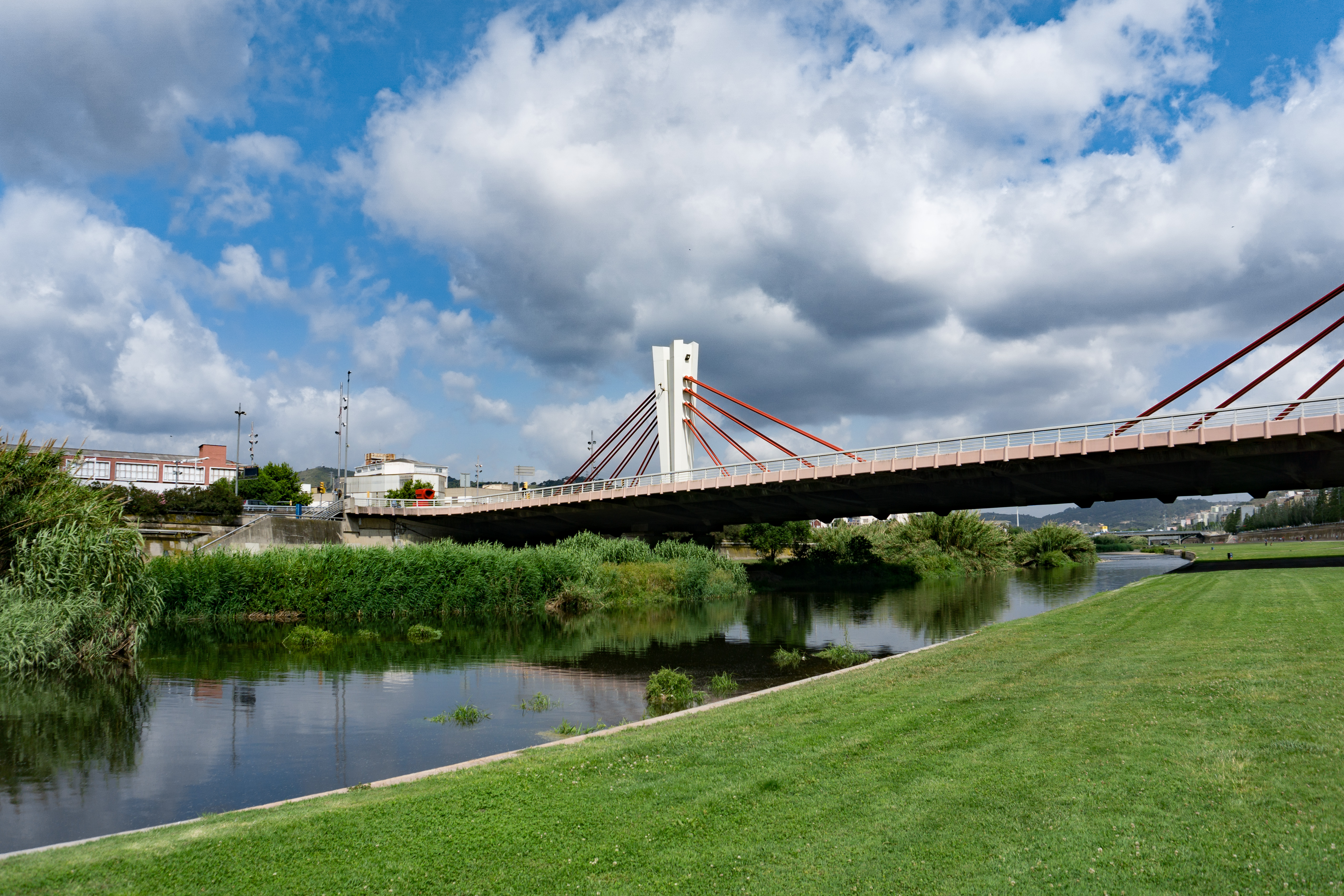
El Parc Fluvial del Besòs a l'alçada del pont de Can Peixauet.

Durant les tasques d'extinció del foc part de l'aigua utilitzada per apagar-ne les flames va anar a parar a la xarxa de clavegueram, fent que les restes de dissolvent passessin per l'estació depuradora d'aigües residuals del polígon. Una altra part de l'aigua emprada pels bombers, però, es va barrejar amb restes de dissolvent molt inflamable i altres residus, i es va filtrar al riu. Els components químics d'aquestes van ser arrossegades per l'aigua fins a la desembocadura, causant la mort de nombrosos peixos i contaminant-ne l'aigua. Aquest producte químic, del qual se'n desconeixia la quantitat que va anar a parar al Besòs, va perjudicar la qualitat de l'aigua i, com a conseqüència, va afectar tant la flora com la fauna de la zona.
Com a mesura de precaució, l'Agència Catalana de l'Aigua (ACA) va demanar no recollir aigua de manera directa del riu o de pous propers en el tram que va de Montornès fins a la costa, malgrat Protecció Civil va afirmar que no hi havia cap perill per a l'aigua de l'aixeta. Posteriorment, l'ACA va agafar mostres de l'aigua del Besòs per tal d'analitzar-la per a verificar-ne amb concreció la qualitat, i l'endemà va declarar l'emergència al Besòs com a conseqüència del "molt alt" impacte ecològic al riu arran de l'incendi de la nau industrial de Montornès. En el comunicat van anunciar l'emergència per actuar a la conca del Besòs coordinadament amb el Consorci Besòs Tordera, retirant els peixos morts amb la intenció de contribuir a una més ràpida recuperació de l'ecosistema; també van assegurar que estudiarien si es podien emprendre mesures per tal d'accelerar la recuperació del riu.
Diego Moixó, director de Coordinació Territorial de l'ACA, va explicar el dia 12 que s'havien agafat mostres del riu dos dies seguits en diferents trams per a comprovar a través de l'aigua i els sediments, l'efecte a les espècies i animals que haguessin pogut resultar afectades, resultats que no es tindrien fins a la setmana següent. Malgrat no poder comptar en aquells moments amb xifres estimades de l'abast de la mortalitat ni la durada dels efectes nocius sobre les espècies, els experts temien que les conseqüències del desastre sobre el medi i els animals fossin més greus una vegada se sabéssin els resultats de les anàlisis de les mostres d'aigua afectada.
D'altra banda, Moixó considerava també que aleshores no hi havia indicis que l'incident pogués constituir un delicte ecològic, i va recordar que les multes que Ditecsa havia afrontat no eren per contaminació i que no es podien posar en dubte les mesures de seguretat dels Bombers en un cas com el de Montornès, en els quals la seguretat és prioritària. Segons va declarar Moixó, "No podem dir que sigui culpa de ningú".
Laura Campos, alcaldessa de Montcada i Reixac, va assegurar que, per a evitar que altres espècies, sobretot ocells, poguessin ingerir peixos contaminats, es començarien a retirar els animals morts.

### Flora i fauna

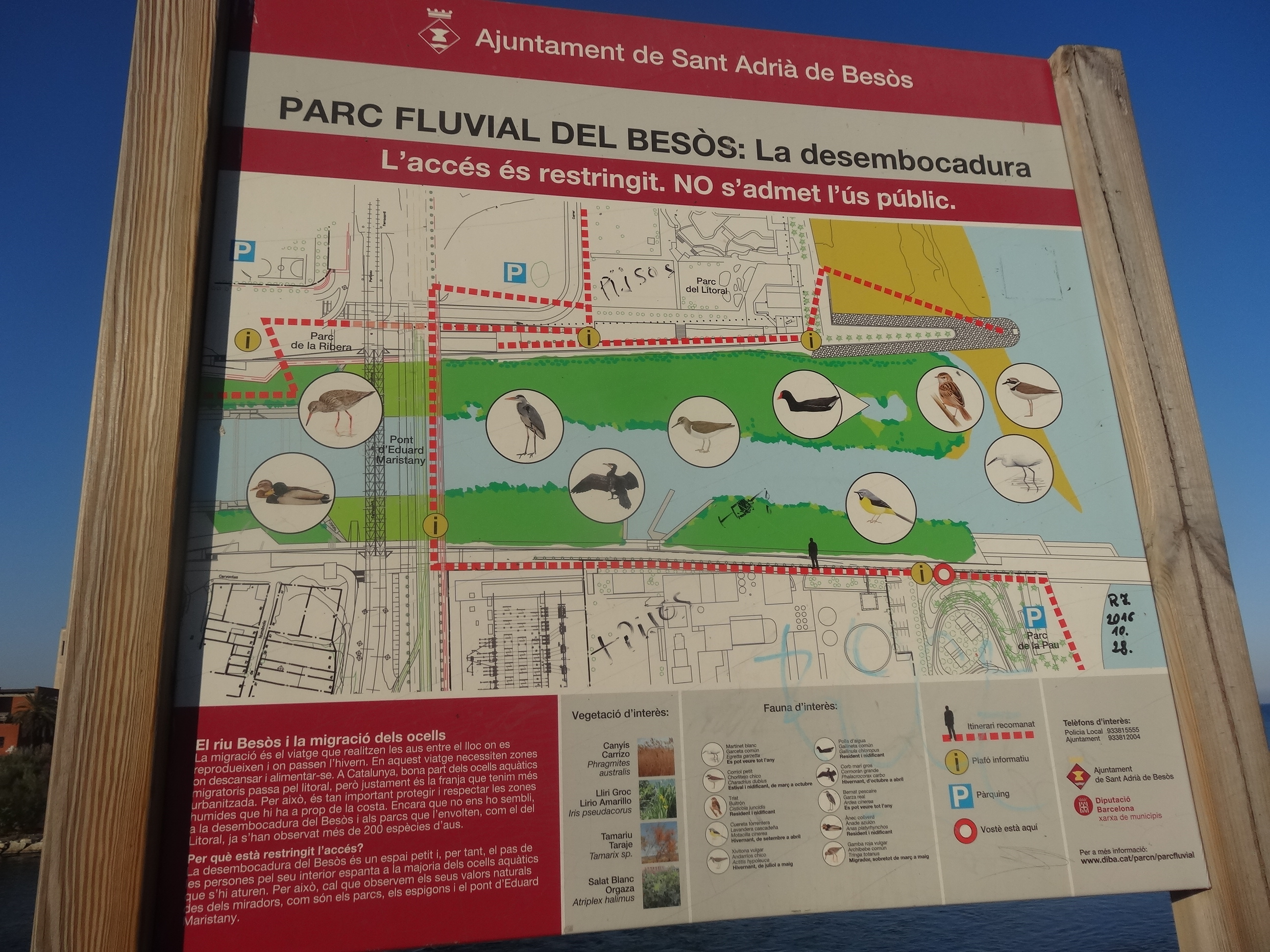
Flora i fauna de la desembocadura del riu Besòs, a Sant Adrià de Besòs.

El veterinari David Perpinyá, que documenta des de fa anys la fauna del Besòs, va analitzar la magnitud de l'incident una vegada apagat l'incendi,
recorrent la riba del riu per a identificar-ne exemplars morts o moribunds i constatant que la gran majoria dels peixos entre les localitats de Montornès i Sant Fost de Campsentelles eren morts, tot i que aquesta taxa de mortalitat minvava de manera progressiva fins a arribar a la desembocadura del riu, on Perpinyá no havia localitzat cap exemplar mort. Al llarg de vuit quilòmetres de la llera del riu, però especialment entre Montornès i Santa Coloma de Gramenet, que va resultar el tram més afectat per l'incendi, el desastre ecològic va deixar un rastre de gairebé el 100% dels peixos desapareguts. Tot i així, l'expert també va explicar que la situació entre Santa Coloma i la desembocadura del riu no era tan greu.
Alguns dels peixos morts eren carpes (reintroduïdes al Besòs), anguiles (en perill crític d'extinció), llopets de riu, bagres i barbs de muntanya. Perpinyá va afirmar que es podria trigar 15 anys a tornar a veure anguiles adultes al Besòs; després de dècades sense presència al riu (com a conseqüència de la contaminació) aquestes no van tornar-hi fins al tombant de mil·lenni. Perpinyá va subratllar que l'episodi mortífer afectava un ecosistema "molt delicat" que els darrers anys havia fet grans avenços i millores.
També es van veure afectades altres espècies, com amfibis, rèptils i ocells com el cabusset, espècie protegida des de fa anys. Dani Fernández, del grup de recerca de l'Escola de Natura de Parets del Vallès, va qualificar-ho de desastre ecològic no només perque el Besòs s'estava recuperant, sinó també perque havia disminuït de sobte tota la població de fauna piscícola, que és la base de l'alimentació d'altres animals, com aus o mamífers com la llúdriga. Alguns exemplars de peixos es van poder salvar i des del Consorci Besòs Tordera intentaven mantenir-los vius en una cisterna i injectant-los oxigen, amb l'objectiu d'alliberar-los posteriorment aigües més amunt. L'Escola de Natura de Parets del Vallès va estar treballant sobre el terreny durant el dia 12 per mirar de recuperar peixos, amfibis i rèptils de la llera del riu, i dur-los al Centre de Fauna de Torreferrussa.
Segons la zoòloga Dolors Vinyoles, tot i la mortalitat tan elevada de fauna piscícola que podia ser arrossegada a altres indrets del riu, no es podia avaluar fins no tenir els resultats dels mostreigs del lloc afectat. Vinyoles va afegir que calia "analitzar l'efecte dels contaminants sobre les algues i els altres organismes de què s'alimenten aquests peixos". El mal estat de les aigües podria afectar negativament la resta d'espècies que habiten el riu. Els experts no descartaven que els peixos que no fossin retirats poguessin arribar a altres trams del Besòs i contaminessin ocells que se n'alimenten, com ara la gavina. Malgrat això, es mostraven confiats que la circulació constant del cabal del riu permetés eliminar les aigües residuals que s'hi havien abocat, el focus de contaminació, i els espais pròxims.
L'incident i les imatges de peixos morts van dur a la memòria els pitjors records del riu, que 30 anys enrere era el més contaminat d'Europa. "És com tornar momentàniament als anys 80", va lamentar David Perpinyá. Al llarg dels darrers anys, i amb molt d'esforç i paciència, s'havia anat reconstruint un ecosistema molt fràgil, ara novament en perill. Moixó va explicar que la recuperació de l'ecosistema seria factible però podia ser lenta. Mentrestant, el Parc Fluvial del Besòs es mantindria tancat.

## Investigació
Per tal d'aclarir les causes de l'incendi, els Mossos d'Esquadra van obrir una investigació, i la policia científica especialitzada en incendis estructurals va ser destinada a encarregar-se de la inspecció ocular a Ditecsa. CCOO també va considerar que els plans de contingència de l'empresa no havien funcionat, i Ecologistes en Acció va demanar a la fiscalia de Medi Ambient investigués si hi havia hagut un delicte contra el medi ambient i que aclarís responsabilitats sobre l'abocament i els seus efectes, que qualificaven de desastre ecològic. També van demanar incorporar més mesures de seguretat per part de les empreses que treballen amb materials perillosos.
Núria Parlon, alcaldessa de Santa Coloma de Gramenet, situat a tocar del riu Besòs, a banda de lamentar que les conseqüències podien ser devastadores, va declarar que demanaria que s'investiguessin les causes per conéixer l'abast real de l'incident i també n'exigiria responsabilitats i mesures extraordinàries per recuperar la biodiversitat del riu. Laura Campos, alcaldessa de Montcada i Reixac, va fer una crida a fer un front comú entre tots els municipis afectats per la contaminació del Besòs i a depurar les responsabilitats a qui pertoqués.
Ditecsa, l'empresa sospitosa de ser la responsable del desastre, ja acumulava una història de conflictes ambientals prèvia a l'accident, i havia rebut dues multes de la Generalitat (el 2017 i el 2019) per incompliment de la normativa ambiental. Tot i així, aquestes no eren per contaminació sinó per un excés d'emmagatzematge i per acumular materials fora del lloc permès per fer-ho.
El dia 12 de desembre de 2019 la Fiscalia de delictes contra el medi ambient va decidir obrir diligències per la contaminació ambiental del Besòs.